# Medaglie e decorazioni degli enti locali italiani
Questa voce è relativa alle medaglie, decorazioni e onorificenze ufficialmente adottate nel sistema premiale delle regioni e delle province autonome italiane.

## Generalità
Le onorificenze costituiscono l'apice del sistema premiale e vengono conferite per ricompensare i più alti meriti nei confronti dell'Amministrazione. Hanno precedenza su qualsiasi altra decorazione o medaglia. Nell'ambito delle onorificenze regionali alcune insegne non sono di tipo convenzionale (medaglie, croci, placche, eccetera) ma vengono utilizzati oggetti di tipologia differente (statuette, sigilli, anelli, eccetera): nell'ambito di questa voce sono definite "onorificenze non faleristiche".
Nel contesto di questa voce per decorazioni si intendono le insegne conferite in riconoscimento a specifici atti di valore o di merito e accompagnate da una motivazione individuale.
Sempre nel contesto di questa voce per medaglie si intendono le insegne concesse per commemorare la generica partecipazione a un determinato evento e/o il generico conseguimento di determinati requisiti (quali di anzianità di servizio, ecc.) senza che questo comporti valutazione di merito o valore individuale.

## Sintesi storica
Nel quadro delle sempre maggiori autonomie accordate alle regioni e alle province autonome, diversi enti territoriali hanno ritenuto opportuno di dotarsi di un proprio sistema premiale autonomo, che può comprendere sia onorificenze e decorazioni per premiare meriti all'Amministrazione nel suo insieme, sia medaglie per premiare specifiche benemerenze nell'ambito della polizia locale ed enti similari. Il relativo profilo legale è ancora estremamente incerto e privo di una normativa vincolante a livello nazionale.

## Regione Abruzzo

### Onorificenze
- Onorificenza della Regione Abruzzo (1999)

Concessa «a favore di cittadini o di qualsiasi altro soggetto giuridico italiano o straniero che si sia distinto per particolari meriti, di valore culturale, morale o sociale»
(legge regionale 29 novembre 1999, n. 121).
- Medaglia "Aprutium " (2000)

Concessa «ai cittadini abruzzesi che, in Italia e nel mondo, si distinguono nel campo delle professioni, delle arti o delle scienze, onorando la propria terra d'origine»
(delibera della Presidenza del consiglio della Regione Abruzzo 19 settembre 2000, n. 198).
- Onorificenza "Ambasciatore d'Abruzzo nel Mondo" (2011)

Concessa «a quelle persone di origine abruzzese che, per meriti accademici, culturali, politici, sociali, professionali, si siano positivamente distinte nei paesi stranieri, o nelle Regioni italiane diverse dall'Abruzzo, in cui sono emigrate in passato o dove attualmente vivono stabilmente»
(legge regionale Abruzzo 21 febbraio 2011, n. 4).

## Regione Campania

### Medaglie
- Medaglia d'oro ricordo al personale collocato a riposo

(?)

### Medaglie della Polizia locale (2003)
- Croce per Meriti Speciali (in bronzo)
- Medaglia di Lungo Comando per 20 anni (in oro)
- Medaglia di Lungo Comando per 15 anni (in argento)
- Medaglia di Lungo Comando per 10 anni (in bronzo)
- Medaglia di Anzianità per 35 anni (in oro)
- Medaglia di Anzianità per 30 anni (in argento)
- Medaglia di Anzianità per 20 anni (in verneil)

(Regolamento di esecuzione dell'articolo 16 della legge regionale 13 giugno 2003, n. 12 (Norme in materia di polizia amministrativa regionale e locale e politiche di sicurezza)

## Regione Autonoma Friuli-Venezia Giulia/Regjon autonome Friûl-Vignesie Julie

### Onorificenze
- Medaglia istituzionale della Regione Autonoma Friuli-Venezia Giulia/Regjon autonome Friûl-Vignesie Julie

(?)

## Regione Liguria

### Onorificenze
- "Onorificenza Croce di San Giorgio" (2006)

Concessa «a favore di cittadini italiani o stranieri che si siano distinti per particolari meriti di valore culturale, sociale o morale»
(legge regionale 19 aprile 2006, n. 8, art. 1, comma 1)

### Medaglie
- Medaglia ricordo al personale cessato dal servizio (1989)

Concessa «al personale cessato dal servizio la Regione (...) a titolo di riconoscimento per la collaborazione prestata (art 1). Ai dipendenti che cessano dal servizio per collocamento a riposo d'ufficio ovvero per raggiunti limiti di servizio nonché a quelli che cessano per dispensa per motivi di salute è attribuita una medaglia d'oro del peso di grammi dieci (art. 2, comma 1). Ai dipendenti che cessano dal servizio a qualunque altro titolo rispetto a quelli previsti al 1° comma, che abbiano maturato un'anzianità di servizio utile non inferiore ad anni venti è attribuita una medaglia d'oro del peso di grammi sei (art. 2, comma 2)»
(legge regionale 24 novembre 1989, n. 48) 

## Regione Lombardia

### Onorificenze
- Sigillo Longobardo (1997-2011)

Concesso «quale segno di gratitudine verso quei cittadini lombardi che hanno portato alto il nome della Lombardia nel mondo, (...) a personalità che si sono distinte a livello internazionale in campo civile, sociale, sportivo, scientifico e culturale»
(determinazione dell’Ufficio di Presidenza del Consiglio regionale della Lombardia del 24 febbraio 1999) 
- Anello Sigillo Longobardo (2020)

Concesso «quale massimo riconoscimento conferito dal Consiglio regionale della Lombardia a persone fisiche o giuridiche, nonché ad associazioni, residenti o aventi sede in Lombardia, che si sono particolarmente distinte portando in alto il nome della Lombardia nel mondo»
(Legge regionale 28 aprile 2020, n. 7, art. 1, "Istituzione dell’onorificenza «Anello Sigillo Longobardo» del Consiglio regionale della Lombardia")
- Premio Rosa Camuna (1996; rinnovazione 2014)[7]

«istituito dalla Giunta regionale della Lombardia per riconoscere pubblicamente l'impegno, l'operosità, la creatività e l'ingegno di coloro che si siano particolarmente distinti nel contribuire allo sviluppo economico, sociale, culturale e sportivo della Lombardia (...) conferito ogni anno, tenendo conto della rappresentanza dei territori, fino ad un massimo di 5 persone fisiche, imprese, enti, associazioni, fondazioni e realtà residenti, con sede o operanti in Lombardia»
(Regolamento per l'attribuzione del "Premio Rosa Camuna, approvato con Decreto della Giunta regionale n. XI/1136 del 14 gennaio 2019)
- Premio Speciale del Presidente (2017)
- Menzione Speciale (2016)

### Medaglie
- Medaglia al valore civile del Consiglio regionale della Lombardia (1997)

### Medaglie della Polizia locale

#### Medaglia di lungo comando nella Polizia locale (2000)
- d'oro (20 anni di comando)
- d'argento (15 anni di comando)
- di bronzo (10 anni di comando)

(deliberazione della Giunta regionale della Lombardia 1º dicembre 2000, n. 2395)

#### Medaglia per anzianità di servizio nella Polizia locale (2000)
- d'oro (40 anni di servizio)
- d'argento (25 anni di servizio)
- di bronzo (16 anni di servizio)

(deliberazione della Giunta regionale della Lombardia 1º dicembre 2000, n. 2395)

#### Croce per meriti speciali nella Polizia locale (2000)
- Croce per meriti speciali nella Polizia locale

(deliberazione della Giunta regionale della Lombardia 1º dicembre 2000, n. 2395)

### Decorazioni della Polizia locale

#### Decorazione "Servizio di sicurezza EXPO Milano" (2015)
- Nastrino della Decorazione “Servizio di sicurezza EXPO Milano"

#### Decorazione "Campagna emergenza Covid-19" (2020)
- Nastrino della Decorazione “Campagna emergenza Covid-19"

Alla decorazione è accompagnato un attestato di riconoscimento.
(deliberazione della Giunta regionale della Lombardia n. XI/3440, Seduta del 28 luglio 2020)

### Decorazioni del sistema regionale di Protezione civile (2000-2015)

#### Insegna di anzianità di servizio
- 20 anni di servizio
- 15 anni di servizio
- 10 anni di servizio

(deliberazione della Giunta regionale della Lombardia 1º dicembre 2000, n. 2395)

#### Attestato di pubblica benemerenza
- Attestato di Pubblica benemerenza

(deliberazione della Giunta regionale della Lombardia 1º dicembre 2000, n. 2395)

#### Insegna al merito di Protezione civile (in forma di spilla)
- Insegna al merito di Protezione Civile

(deliberazione della Giunta regionale della Lombardia 1º dicembre 2000, n. 2395)

#### Medaglia per meriti speciali della Protezione civile
- Medaglia per meriti speciali della Protezione Civile

(deliberazione della Giunta regionale della Lombardia 14 gennaio 2005, n. 7/20213, Modifica e integrazione alla d.g.r. 1 dicembre 2000, n.7/2395, Estensione delle onorificenze per meriti speciali alla Protezione Civile e relativa disciplina) 
Onorificenze revocate con deliberazione della Giunta regionale della Lombardia 17 dicembre 2015, n. X/4600, "Criteri e modalità per l'attribuzione delle onorificenze agli operatori dei corpi e servizi della polizia locale di Regione Lombardia, da consegnare in occasione della giornata della polizia locale regionale (art. 18 della L.R. 6/2015) – revoca delle deliberazioni g.r. nn. 2395/2000, 20213/2005 e 239/2013".

## Regione Lazio

### Decorazioni della Polizia Locale

#### Croce per merito speciale di servizio
- Croce per merito speciale di servizio

(Regolamento regionale del Lazio del 29 Gennaio 2016 n. 1)

#### Medaglia di lungo comando
- 20 anni di comando (sormontata dallo stemma della Regione Lazio in Oro)
- 15 anni di comando (sormontata dallo stemma della Regione Lazio in Argento)
- 10 anni di comando (sormontata dallo stemma della Regione Lazio in Bronzo)

(Regolamento regionale del Lazio del 29 Gennaio 2016 n. 1)

#### Medaglia di anzianità di servizio
- 35 anni di servizio (sormontata dallo stemma della Regione Lazio in Oro)
- 25 anni di servizio (sormontata dallo stemma della Regione Lazio in Argento)
- 15 anni di servizio (sormontata dallo stemma della Regione Lazio in Bronzo)

(Regolamento regionale del Lazio del 29 Gennaio 2016 n. 1)

#### Nastrino di anzianità nel grado
- Oltre 20 anni di anzianità nel grado
- Da 16 a 20 anni di anzianità nel grado
- Da 11 a 15 anni di anzianità nel grado
- Da 5 a 10 anni di anzianità nel grado

(Regolamento regionale del Lazio del 29 Gennaio 2016 n. 1)

## Regione Marche

### Onorificenza
- Onorificenza "Picchio d'Oro" (2005)

Concessa per premiare «istituzioni e cittadini che si sono particolarmente distinti in attività culturali, sociali, politiche, economiche, scientifiche e sportive»
(legge regionale 1º dicembre 2005, n. 26).

## Regione Molise

### Medaglie della Polizia locale

#### Medaglia di lungo comando nella Polizia locale (2004)
- Medaglia di lungo comando nella Polizia locale (20 anni di comando)
- Medaglia di lungo comando nella Polizia locale (15 anni di comando)
- Medaglia di lungo comando nella Polizia locale (10 anni di comando)

(legge regionale Molise 11 maggio 2004, n. 11, art. 14 bis, comma 1, lett. a).

#### Medaglia di anzianità di servizio nella Polizia locale (2004)
- Medaglia di anzianità di servizio nella Polizia locale (40 anni di servizio)
- Medaglia di anzianità di servizio nella Polizia locale (25 anni di servizio)
- Medaglia di anzianità di servizio nella Polizia locale (16 anni di servizio)

(legge regionale 11 maggio 2004, n. 11, art. 14 bis, comma 1, lett. b).

#### Croce per meriti speciali nella Polizia locale (2004)
- Croce per meriti speciali nella Polizia locale

Concessa per premiare «gli operatori della Polizia (municipale) distintisi in servizio per azioni encomiabili sul piano sociale o    
professionale connotate da particolari doti di alto valore» 
(legge regionale 11 maggio 2004, n. 11, art. 14 bis, comma 1, lett. c)
Medaglia per eventi particolari
- Medaglia per eventi particolari

«identificati con apposito atto del Presidente della Giunta Regionale» 
(legge regionale 11 maggio 2004, n. 11, art. 14 bis, comma 1, lett. d)

## Regione Piemonte

### Onorificenze

#### Sigillo della Regione (2004)
- Sigillo della Regione

Concesso per premiare i «cittadini nati nella Regione Piemonte o che vi abbiano risieduto per almeno dieci anni, meritevoli di particolare riconoscimento»
(legge regionale Piemonte 31 maggio 2004, n. 15, e s.m.i.).

#### Diploma di benemerenza (2004)
- Diploma di benemerenza

Concesso dal presidente della Giunta «a cittadini meritevoli di particolare riconoscimento»
(legge regionale Piemonte 31 maggio 2004, n. 15, e s.m.i.).

#### Onorificenza al valore per meriti civili (2020)
- Onorificenza della Presidenza del Consiglio regionale per meriti civili

Concessa «a persone fisiche e giuridiche, istituzioni, enti ed organismi italiani o esteri, che si sono distinti sul territorio regionale attraverso attività professionali, volontarie o benefiche volte a realizzare interventi per fare fronte a situazioni di carattere eccezionale che comportano grave danno o pericolo all'incolumità o alla salute pubblica nonché per contrastare emergenze sociali di particolare rilevanza»
(legge regionale Piemonte 31 maggio 2004, n. 15, e s.m.i.).

### Medaglie della Polizia locale

#### Medaglia per meriti speciali nella Polizia locale (2008)
- Medaglia per meriti speciali nella Polizia locale (terza e successive assegnazioni)
- Medaglia per meriti speciali nella Polizia locale (seconda assegnazione)
- Medaglia per meriti speciali nella Polizia locale (prima assegnazione)

(deliberazione della Giunta regionale del Piemonte 21 luglio 2008, n. 50/9268) .
Insegna utilizzata indifferentemente, sia come decorazione che come medaglia, per premiare un'ampia gamma di benemerenze che vanno dalla morte in servizio, all'anzianità di servizio (35 anni), ai meriti sportivi.

### Decorazioni della Polizia locale

#### Riconoscimento del "Nastrino COVID-19" (2022)
- "Nastrino COVID-19" per servizi di lungo impiego nell'ambito dell'emergenza epidemiologica da COVID-19

(deliberazione della Giunta regionale del Piemonte 22 aprile 2022, n. 36-4932)

## Regione Autonoma della Sardegna / Regione Autònoma de Sardigna

### Onorificenza
- Medaglia "Sardus Pater" (2007)

Concessa per premiare «cittadini italiani e stranieri che si siano distinti per particolari meriti di valore culturale, sociale o morale e abbiano dato lustro alla Sardegna»
(deliberazione della Giunta regionale della Sardegna 29 novembre 2007, n. 48/11).

## Regione Siciliana

### Decorazioni
- Medaglia d'oro al valore civile della Regione Siciliana (2004)

Concessa ai «familiari dei cittadini residenti in Sicilia deceduti nel compimento di atti eroici [...] ai cittadini non residenti in Sicilia che siano deceduti nel compimento di atti eroici a favore del popolo siciliano... a quei cittadini che abbiano compiuto atti eroici a favore del popolo siciliano senza essere deceduti»
(legge regionale Siciliana 5 novembre 2004, n. 15, art. 15).
- Medaglia d'oro al valore sportivo della Regione Siciliana (2004)

Concessa ai «cittadini nati o residenti in Sicilia che ottengano risultati sportivi a livello internazionale»
(legge regionale Sicilia 5 novembre 2004, n. 15, art. 17).
- Medaglia d'oro di benemerenza della Regione Siciliana (2010)

Concessa «a cittadini italiani e stranieri che si sono distinti per particolari meriti civili, scientifici, artistici, economici e nello svolgimento di pubbliche cariche e di attività svolte a fini sociali ed umanitari, nonché per rilevanti servizi nella pubblica amministrazione regionale o locale, sia a quelle personalità italiane e straniere che abbiano valorizzato e illustrato l'identità siciliana o che si siano rese benemerite, con la loro attività pubblica e privata, nei confronti della Sicilia e dei Siciliani»
(decreto presidenziale della Regione Siciliana del 15 giugno 2010 a seguito della delibera della Giunta regionale della Sicilia del 19 aprile 2010, n. 113).

## Regione Toscana

### Onorificenze
- "Pegaso d'Oro della Regione Toscana" (1993)

Concesso «a coloro che hanno reso un servizio alla comunità nazionale ed internazionale attraverso la loro opera in campo culturale, politico, filantropico e del rispetto dei diritti umani»
(deliberazione della Giunta regionale della Toscana del 1º gennaio 1993, n. 603).
- "Pegaso per lo sport" (1996)

Concesso «ad atleti toscani o militanti in società sportive toscane che si sono distinti in manifestazioni sportive a carattere agonistico nel corso dell'anno precedente»
(deliberazione della Giunta regionale della Toscana del 5 agosto 1996, n. 41).
- Medaglia d'oro "Pegaso" (2012)

Concessa «quale segno di apprezzamento per coloro che si sono distinti nell'ambito della loro attività svolta nel territorio della nostra regione»
(deliberazione della Giunta regionale della Toscana del 21 maggio 2012, n. 412).
- "Gonfalone d'Argento del Consiglio regionale della Regione Toscana"

## Regione Autonoma Valle d'Aosta / Région Autonome Vallée d'Aoste

### Onorificenze
- "Amie/Ami de la Vallée d'Aoste" (2006)

«conferisce la cittadinanza regionale onoraria e l'adesione alla Confrérie des amis de la Vallée d'Aoste a personalità, italiane o straniere, che con la loro presenza o la loro opera abbiano conferito prestigio alla Valle d'Aosta»
(legge regionale 16 marzo 2006, n. 6, art. 10, comma 1, lett. a, così modificata dall'art. 6, comma 1, della legge regionale 14 novembre 2011, n. 26) .
La denominazione originaria, fino al 2011 era: "Amis de la Vallée d'Aoste".
- "Chevalier de l'autonomie" (2006)

«assegnata a cittadini nati o residenti o che abbiano risieduto per almeno dieci anni in Valle d'Aosta che si siano distinti per particolari meriti nel campo dello sport, della cultura, delle scienze, delle arti, dell'economia, della politica o del sociale»
(legge regionale 16 marzo 2006, n. 6, modificata dal comma 1 dell'art. 26 della legge regionale 22 dicembre 2017, n. 23) 

## Regione Veneto

### Medaglie della Polizia locale

#### Medaglia per meriti speciali nella Polizia locale (2004)
- Medaglia per meriti speciali nella Polizia locale

(deliberazione della Giunta regionale del Veneto 6 agosto 2004, n. 2689).

#### Medaglia per lungo ed onorevole comando nella Polizia locale (2004)
- d'oro (30 anni di comando)
- d'argento (25 anni di comando)
- di bronzo (15 anni di comando)

(deliberazione della Giunta regionale del Veneto 6 agosto 2004, n. 2689).

#### Medaglia per lungo ed onorevole servizio nella Polizia locale (2004)
- d'oro (30 anni di servizio)
- d'argento (25 anni di servizio)
- di bronzo (15 anni di servizio)

(deliberazione della Giunta regionale del Veneto 6 agosto 2004, n. 2689).

## Provincia autonoma di Bolzano– Alto Adige / Autonome Provinz Bozen– Südtirol

### Onorificenze

#### Ordine di merito della Provincia autonoma di Bolzano– Verdienstorden des Landes Südtirol– Onoranza de mirit dla Provinzia autonoma de Balsan (2006)
- Grand'Ordine di merito – Großer Verdienstorden – Gran onoranza de mirit
- Ordine di merito – Verdienstorden – Onoranza de mirit

Concesso «a persone non residenti in Provincia di Bolzano … per meriti di eccezionale rilevanza a favore della Provincia autonoma …. Possono essere ricompensate speciali benemerenze acquisite nel campo delle scienze, dell'arte, della cultura, dell'arte figurativa, dello sport e dell'economia nonché nell'impegno in attività svolte a fini sociali, filantropici, umanitari ed ambientali»
(legge provinciale di Bolzano 12 giugno 2006, n. 5)

#### Premio delle minoranze e promozione della convivenza tra gruppi linguistici– Südtiroler Minderheitenpreis und Förderung des Zusammenlebens der Sprachgruppen– Pest por les mendranzes y sostëgn dla convivënza danter i grups linguistics (2006)
- Diploma – Urkunde – Atestat

(legge provinciale di Bolzano 12 giugno 2006, n. 5)

### Decorazioni dell'Unione provinciale dei Corpi dei vigili del fuoco volontari dell'Alto Adige / Landesverband der Freiwilligen Feuerwehren Südtirols (1972)

#### Croce d'onore dell'Unione provinciale dei Corpi dei vigili del fuoco volontari dell'Alto Adige / Landesverband der Freiwilligen Feuerwehren Südtirols (1972)
- d'oro (20 anni di appartenenza)

- d'argento (10 anni di appartenenza).

Concessa a «persone che per il servizio antincendi in Alto Adige hanno svolto prestazioni eccellenti» o che «rischiando la loro vita hanno salvato altre persone».
La stessa insegna è anche utilizzata come medaglia di lungo servizio per i membri del Direttivo Provinciale.
(delibera direttivo provinciale di Bolzano 24 marzo 1972).

#### Medaglia d'onore dell'Unione provinciale dei Corpi dei vigili del fuoco volontari dell'Alto Adige / Landesverband der Freiwilligen Feuerwehren Südtirols (1972)
- in oro
- in argento

Concessa quale riconoscimento «a persone, che hanno svolto prestazioni eccellenti per il servizio antincendio dell'Alto Adige»
(delibera direttivo provinciale di Bolzano 24 marzo 1972).

#### Croci al merito di lungo servizio dell'Unione provinciale dei Corpi dei vigili del fuoco volontari dell'Alto Adige / Landesverband der Freiwilligen Feuerwehren Südtirols (1972)
- d'oro (40 anni di servizio)
- d'argento (25 anni di servizio)
- di bronzo (15 anni di servizio)

- d'oro per vice-comandanti (25 anni di servizio)
- d'argento per vice-comandanti (20 anni di servizio)
- di bronzo per vice-comandanti (15 anni di servizio)

- d'oro per comandanti e direttivo distrettuale (20 anni di servizio)
- d'argento per comandanti e direttivo distrettuale (15 anni di servizio)
- di bronzo per comandanti e direttivo distrettuale (10 anni di servizio)

(delibera direttivo provinciale di Bolzano 24 marzo 1972).

### Onorificenza distintivo al merito sportivo
- Onorificenza distintivo al merito sportivo in oro (1990)

Concessa «ad atleti ed atlete nonché a dirigenti sportivi particolarmente meritevoli»
(legge provinciale di Bolzano 16 ottobre 1990, n. 191) .

## Provincia autonoma di Trento

### Onorificenze
- "Aquila Ardente di San Venceslao"

### Decorazioni della Polizia locale

#### Onorificenza per meriti speciali nella Polizia locale
- d'oro
- d'argento

#### Medaglie della Polizia locale

##### Medaglia di lungo comando
- Medaglia di lungo comando (20 anni di comando)
- Medaglia di lungo comando (10 anni di comando)

##### Medaglia di lungo servizio
- Medaglia di lungo servizio (30 anni di servizio)
- Medaglia di lungo servizio (20 anni di servizio)
- Medaglia di lungo servizio (10 anni di servizio)

### Decorazioni della Federazione dei Corpi Vigili del fuoco volontari della Provincia di Trento (2004)

#### Croce al merito della Federazione
- d'oro
- d'argento
- di bronzo

«riservata ai Vigili, in servizio attivo e viene conferita in relazione ad atti di particolare coraggio».

#### Medaglia per soccorso in occasione di calamità
- 6 calamità
- 5 calamità
- 4 calamità
- 3 calamità
- 2 calamità
- 1 calamità

Concessa «a coloro che sono stati impiegati in operazioni di soccorso in occasione di calamità naturali e/o operazioni di carattere                   umanitario, sia sul territorio nazionale che all’estero. La decorazione viene concessa una sola volta in occasione della prima partecipazione ai soccorsi in occasione di calamità».

#### Medaglia al merito di lungo comando
- d'oro (20 anni di comando)
- d'argento (15 anni di comando)
- di bronzo (10 anni di comando)

Concessa «in base agli anni di servizio effettivamente svolti in posizione di comando o comunque di coordinamento superiore».

#### Medaglia di benemerenza per anzianità di servizio
- d'oro (40 anni di servizio)
- d'oro (35 anni di servizio)
- d'oro (30 anni di servizio)
- d'argento (25 anni di servizio)
- d'argento (20 anni di servizio)
- d'argento (15 anni di servizio)

Concessa «in relazione agli anni di servizio attivo svolti».

#### Stella al merito di servizio
- d'oro (20 anni di servizio)
- d'argento (25 anni di servizio)
- di bronzo (30 anni di servizio

Motivazioni delle concessioni: «Stella d'oro: per encomiabile stato di servizio, dopo aver svolto 20 anni di servizio attivo di cui almeno 10 col grado di ufficiale; Stella d'argento: per encomiabile stato di servizio, dopo aver svolto 25 anni di servizio attivo di cui almeno
10 col grado di sottufficiale; Stella di bronzo: per particolari meriti ed attaccamento al servizio, dopo almeno 30 anni di servizio attivo,
indipendentemente dal grado rivestito. Può essere concessa ai Vigili che lasciano il servizio attivo purché in possesso di determinati requisiti o per particolari meriti acquisiti nell'ambito del servizio da loro svolto».

#### Medaglia al merito della Federazione
- d'oro
- d'argento
- di bronzo

Concessa per premiare «coloro che abbiano acquisito particolari meriti nel campo dell'antincendio, in occasione di collaborazioni provinciali, nazionali o internazionali anche in campo operativo, con i Corpi dei Vigili del fuoco volontari del Trentino. Possono esserne insigniti anche Corpi, Enti o Associazioni»
(deliberazione della Giunta provinciale di Trento 27 febbraio 2004, n. 448) .